# نیروگاه زغال سنگ سوز

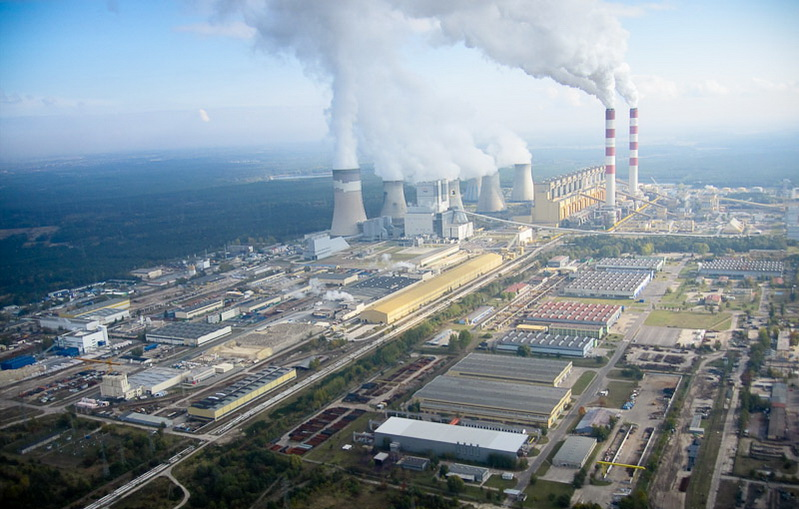
نیروگاه بلشاتوف در لهستان

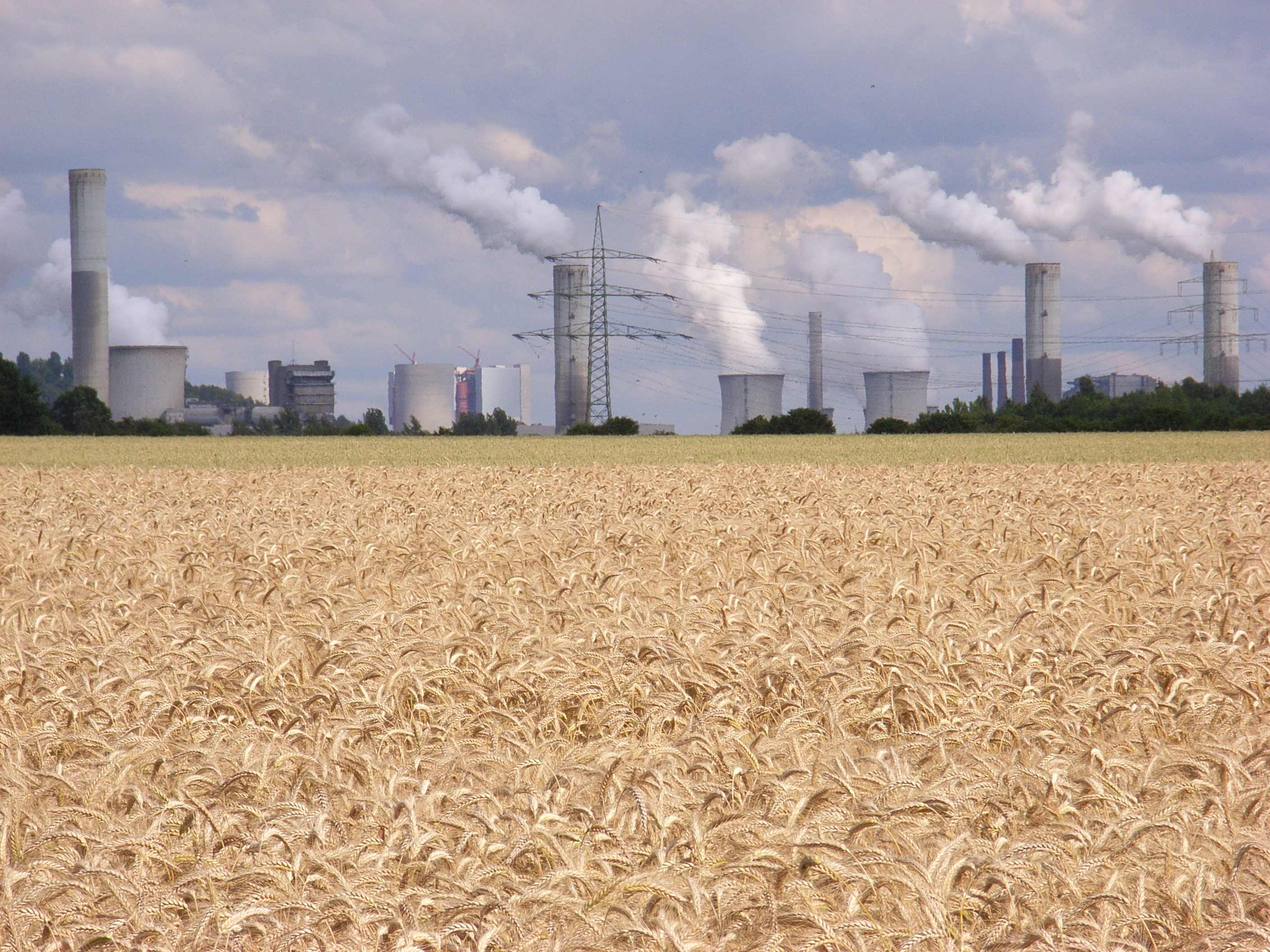
نیروگاه فریمرسدورف در گرونبوریچ، آلمان

سهم تولید برق جهان از زغال سنگ

نیروگاه زغال سنگ سوز یا نیروگاه زغال سنگی یک نیروگاه حرارتی است که زغال سنگ را برای تولید برق می‌سوزاند. در سراسر جهان بیش از ۲۴۰۰ نیروگاه زغال سنگی وجود دارد که در مجموع بیش از ۲۰۰۰ گیگاوات ظرفیت دارند. این نیروگاه‌ها حدود یک سوم مصرف انرژی جهان را تولید می‌کنند، اما در عین حال باعث بسیاری از بیماری‌ها و بیشترین مرگ و میرهای اولیه، عمدتاً از آلودگی هوا می‌شوند.
نیروگاه زغال سنگ نوعی نیروگاه سوخت فسیلی است. زغال سنگ معمولاً به پودر تبدیل شده و سپس در دیگ بخار زغال سنگ سوزانده می‌شود. گرمای کوره، آب دیگ بخار را به بخار تبدیل می‌کند و سپس برای چرخاندن توربین‌هایی که مولدهای الکتریکی (ژنراتورها) را می‌چرخانند، استفاده می‌شود؛ بنابراین انرژی شیمیایی ذخیره شده در زغال سنگ به‌طور متوالی به انرژی حرارتی، انرژی مکانیکی و در نهایت به انرژی الکتریکی تبدیل می‌شود.
نیروگاه‌های زغال‌سنگ، سالانه بیش از ۱۰ میلیارد تن دی‌اکسید کربن منتشر می‌کنند، که سهمی حدود یک پنجم از انتشار گازهای گلخانه‌ای جهان را در اختیار دارد، بنابراین بزرگ‌ترین عامل تغییرات آب و هوایی است. بیش از نیمی از کل برق زغال سنگ جهان، در کشور چین تولید می‌شود. در سال ۲۰۲۰، تعداد کل نیروگاه‌ها شروع به کاهش کرد زیرا در اروپا و آمریکا روند از مدار خارج کردن آن در جریان است، اگرچه در آسیا و اغلب آن‌ها در چین، هنوز ساخته می‌شوند. برخی از آنها سودآور باقی می‌مانند، زیرا هزینه اثرات جانبی به دلیل تبعات بهداشتی و زیست‌محیطی صنعت زغال سنگ به آن‌ها تحمیل نشده و در هزینه تولید محاسبه نمی‌شود. اما این خطر وجود دارد که کارخانه‌های جدیدتر به دارایی‌های سرگردان تبدیل شوند. دبیرکل سازمان ملل متحد گفته‌است که کشورهای عضور سازمان توسعه و همکاری اقتصادی (OECD) باید تا سال ۲۰۳۰ و بقیه جهان تا سال ۲۰۴۰، تولید برق از زغال سنگ را متوقف کنند. ویتنام یکی از معدود کشورهای در حال توسعه سریع و وابسته به زغال سنگ است که به‌طور کامل متعهد شده‌است که تا دهه ۲۰۴۰ یا در اسرع وقت پس از آن، انرژی زغال سنگ را به تدریج حذف کند.

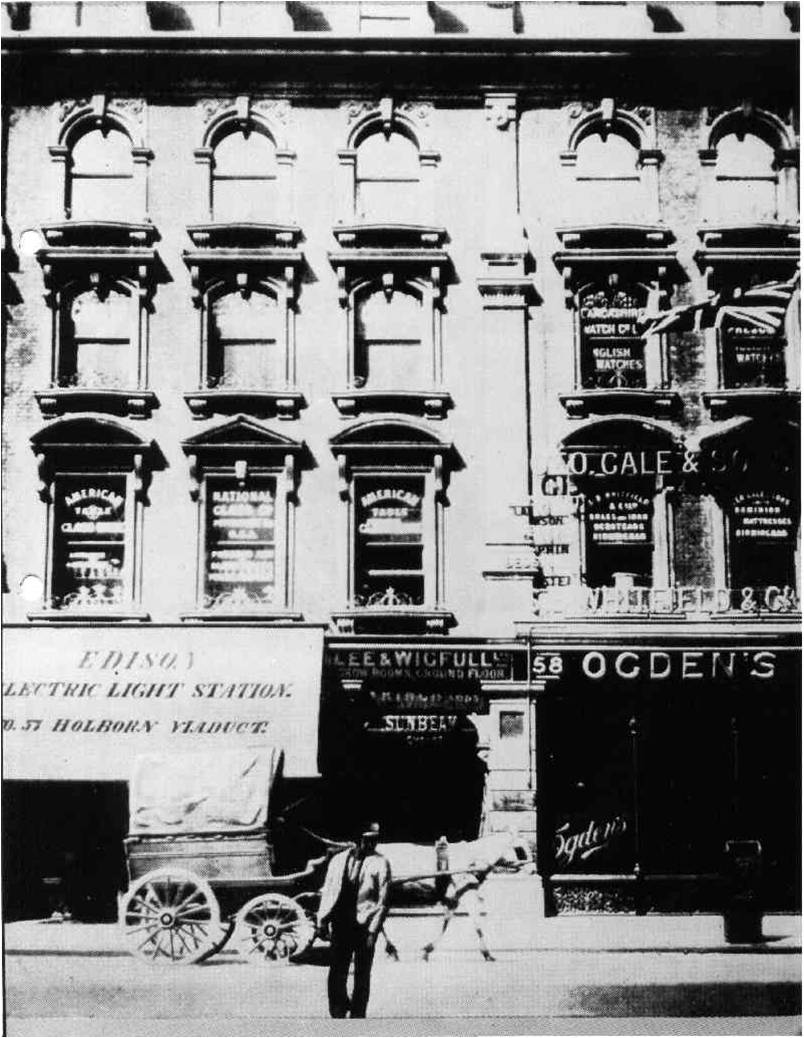
نیروگاه هولبورن ویاداکت در لندن، اولین نیروگاه برق زغال سنگ بخار عمومی در جهان، در سال ۱۸۸۲ افتتاح شد.

اولین نیروگاه‌های زغال سنگ سوز در اواخر قرن نوزدهم ساخته شدند و از موتورهای رفت و برگشتی برای تولید برق جریان مستقیم (DC) استفاده کردند. در اوایل قرن بیستم، توربین‌های بخار امکان ساخت نیروگاه‌های بسیار بزرگ‌تری را فراهم کردند و برق جریان متناوب (AC) نیز برای خدمات رسانی به مناطق دورتر مورد استفاده قرار گرفت.

## حمل و نقل و تحویل زغال سنگ

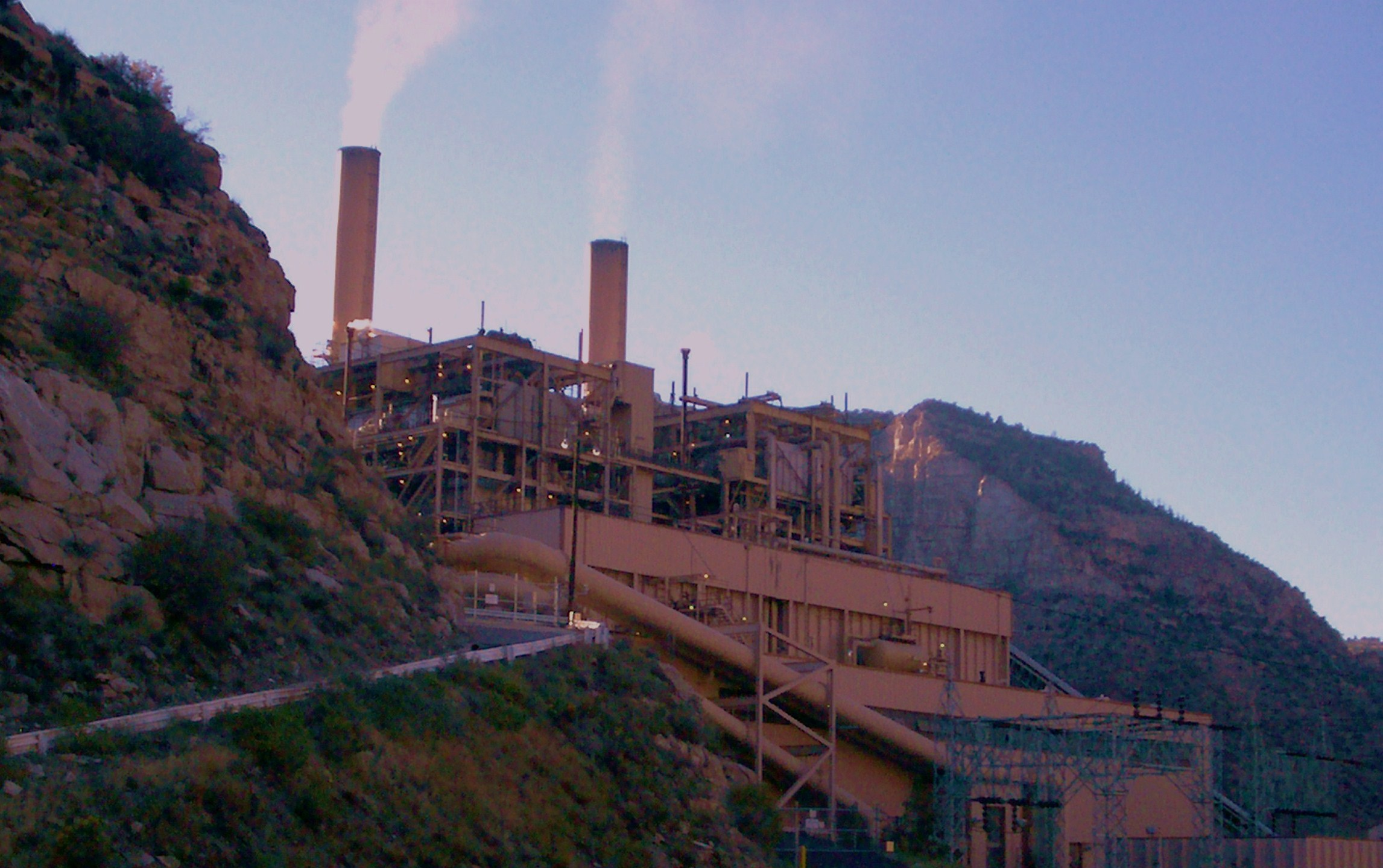
کارخانه کسل گیت در نزدیکی هلپر، یوتا.

زغال سنگ به وسیله کامیون، ریل راه‌آهن، بارج، کشتی یا لوله‌های دوغاب زغال سنگ تحویل می‌شود. گاهی اوقات نیروگاه‌ها در کنار یک معدن، به ویژه یک معدن زغال سنگ مانند لیگنیت ساخته می‌شوند که هزینه حمل و نقل طولانی برای آن‌ها صرفه اقتصادی ندارد؛ بنابراین ممکن است مواد مصرفی خود را با تسمه نقاله یا کامیون‌ها بزرگ دیزل الکتریکی دریافت کند.
یک قطار بزرگ زغال سنگ به نام «قطار واحد» که می‌تواند دو کیلومتر طول داشته باشد، می‌تواند حاوی ۱۳۰ تا ۱۴۰ واگن باری با حدود ۱۰۰ تن زغال سنگ در هر یک از آن‌ها، معادل بیش از ۱۰٬۰۰۰ تن باشد. یک نیروگاه بزرگ تحت بار کامل، حداقل یک بار در هر روز به این اندازه زغال سنگ نیاز دارد. برخی نیروگاه‌ها ممکن است هر روز به سه تا پنج قطار داشته باشند که به خصوص در فصل‌های اوج مصرف (گرمترین روزهای تابستان یا سردترین روزهای زمستان) که مصرف برق بالا است، اتفاق می‌افتد.
تخلیه‌کننده‌های مدرن از دستگاه‌های گردان تخلیه استفاده می‌کنند که مشکلات چسبیدن زغال‌سنگ را در ماشین‌های حامل برطرف می‌کند. تخلیه کننده شامل یک بازو است که کل قطار را به گونه ای در موقعیت مناسب قرار می‌دهد تا هر واگن را روی یک قیف تخلیه زغال سنگ قرار دهد. دامپر هر یک از حامل‌ها را به سکویی نگه می‌دارد تا وارونه شده و زغال‌سنگ را تخلیه کند. کوپلرهای گردان کل عملیات را در زمانی که حامل‌ها هنوز به یکدیگر متصلند، انجام می‌دهند. تخلیه یک «قطار واحد»، حدود سه ساعت طول می‌کشد.
قطارهای کوتاه‌تر ممکن است از حامل‌های ریلی با یک تخلیه کننده هوایی استفاده کنند که به هوای فشرده به‌علاوه یک «کفشک داغ» روی هر حامل متکی است. این "کفشک داغ" در پایه تخلیه بار و در تماس با "ریل داغ، بار الکتریکی را از طریق دستگاه تخلیه کننده هوایی گسیل کرده و باعث می‌شود درهای پایینی حامل باز شوند و زغال سنگ را از طریق بازشو به داخل می‌ریزد. پایه تخلیه یکی از این قطارها از یک ساعت تا یک ساعت و نیم طول می‌کشد. تخلیه‌کننده‌های قدیمی‌تر ممکن است همچنان از حامل‌های ریلی که به صورت دستی کار می‌کنند، استفاده کنند که مجهز به یک لرزاننده است تا تخلیه زغال سنگ را تسهیل کند.
یک کولیر (کشتی باری حامل زغال سنگ) ممکن است ۴۱٬۰۰۰ تن (۴۰٬۰۰۰ تن بزرگ) زغال سنگ را در خود جای دهد که تخلیه آن چند روز طول می‌کشد. برخی از کشتی‌ها تجهیزات انتقال خود را برای تخلیه مخازن انبار خود حمل می‌کنند و برخی دیگر نیز به تجهیزات نیروگاه وابسته هستند. برای حمل زغال سنگ در آب‌های آرام‌تر، مانند رودخانه‌ها و دریاچه‌ها، اغلب از بارج‌های با کف مسطح استفاده می‌شود. بارج‌ها معمولاً بدون نیرو محرکه هستند و باید با یدک‌کش جابجا شوند.
ممکن است که نیروگاه برای راه اندازی یا مصارف جانبی خود از نفت کوره نیز استفاده کند. نفت کوره را می‌توان با خط لوله، تانکر یا کامیون به نیروگاه‌ها تحویل داد. نفت کوره در مخازن فولادی استوانه ای عمودی، با ظرفیت ۱۴٬۰۰۰ متر مکعب (۹۰٬۰۰۰ بشکه) ذخیره می‌شود. سوخت نف کوره با گرانروی ۵ و ۶، معمولاً قبل از پمپاژ در آب و هوای سرد، با بخار گرم می‌شوند.

## بهره‌برداری
یک نیروگاه زغال سنگی به عنوان یک نوع نیروگاه حرارتی، انرژی شیمیایی ذخیره شده در زغال سنگ را به‌طور متوالی به انرژی حرارتی، انرژی مکانیکی و در نهایت انرژی الکتریکی تبدیل می‌کند.
زغال سنگ معمولاً با سامانه پودرساز به پودر تبدیل شده و سپس در دیگ بخار زغال سنگ سوزانده می‌شود. گرمای حاصل از سوزاندن ذغال سنگ پودر شده، آب دیگ بخار را به بخار تبدیل می‌کند و سپس برای چرخاندن توربین‌هایی که ژنراتورها را می‌چرخانند، استفاده می‌شود. در مقایسه با یک نیروگاه حرارتی که سایر انواع سوخت را می‌سوزاند، نیاز به مراحل دیگری مانند پردازش سوخت و دفع خاکستر مورد نیاز است.

برای واحدهای با ظرفیت بیش از ۲۰۰ مگاوات، افزونگی اجزای کلیدی با نصب فن‌های مکشی و دمشی، پیش‌گرم‌کن‌های هوا و جمع‌کننده‌های خاکستر فراهم می‌شود. در برخی از واحدهای حدود ۶۰ مگاواتی، به منظور ارائه افزونگی ممکن است دو دیگ بخار در هر واحد وجود داشته باشد. صد نیروگاه بزرگ زغال سنگی ظرفیتی از ۳۰۰۰ مگاوات تا ۶۷۰۰ مگاوات دارند. 

اجزای یک نیروگاه زغال سنگی

### پردازش سوخت
آماده‌سازی و پردازش زغال سنگ با خرد کردن آن به قطعات کمتر از ۵ سانتی‌متری صورت می‌گیرد. سپس زغال‌سنگ با تسمه نقاله‌هایی با نرخ جابجایی تا ۴۰۰۰ تن در ساعت، از محل ذخیره‌سازی به سیلوهای ذخیره‌سازی در داخل واحد نیروگاهی منتقل می‌شود.
در کارخانه‌هایی که زغال‌سنگ پودر شده می‌سوزانند، سیلوها زغال‌سنگ را به پودرکننده‌ها (آسیاب‌های زغال‌سنگ) رسانده و قطعات تا ۵ سانتی‌متر در پودر کننده‌ها در حد همنواختی پودر تالک آسیاب شده و با هوای احتراق اولیه مخلوط می‌شود تا به کوره دیگ بخار منتقل می‌شود. زغال سنگ قبل از احتراق گرم می‌شود تا رطوبت اضافی آن از بین برود. یک نیروگاه ۵۰۰ مگاواتی ممکن است دارای شش پودر کننده باشد که پنج تای آنها می‌توانند زغال سنگ را با ۲۵۰ تن در ساعت، تحت بار کامل به کوره برسانند.
در نیروگاه‌هایی که زغال سنگ پودر شده را نمی‌سوزانند، ممکن است قطعات بزرگتر از ۵ سانتی‌متر به‌طور مستقیم به سیلوها وارد شوند که سپس یا توزیع‌کننده‌های مکانیکی روی یک توری متحرک یا مشعل‌های سیکلونی ریخته می‌شوند. کوره‌های سیکلونی نوع خاصی از محفظه احتراق است که می‌تواند به‌طور مؤثری قطعات بزرگ‌تر سوخت زغال سنگی را بسوزاند.

### دیگ بخار
نیروگاه‌های طراحی شده برای سوزاندن زغال سنگ قهوه ای (لیگنیت)، در مکان‌هایی مانند آلمان، ویکتوریا، استرالیا و داکوتای شمالی استفاده می‌شوند. لیگنیت زغال سنگی بسیار جوان‌تر از زغال سنگ سیاه است. چگالی انرژی کمتری نسبت به زغال سنگ سیاه دارد و برای تولید حرارت معادل به کوره بسیار بزرگتری نیاز دارد. چنین زغال‌هایی ممکن است تا ۷۰ درصد آب و خاکستر داشته باشند که در نتیجه دمای کوره کمتری تولید می‌کنند و به فن‌های مکشی (ID Fan) بزرگ‌تری نیاز دارند.
سیستم‌های مشعل آن نیز با زغال سنگ سیاه متفاوت است و به‌طور معمول بخشی از گاز داغ را از سطح خروجی کوره مکش کرده و آن را با زغال سنگ ورودی در آسیاب‌های فن دار مخلوط می‌کنند و زغال سنگ پودر شده و مخلوط گاز داغ را به دیگ تزریق می‌کنند.

### دفع خاکستر
خاکستر نیروگاه‌های زغال سنگی بیشتر در حوضچه‌های خاکستر ذخیره می‌شود. اگرچه استفاده از حوضچه‌های خاکستر در کنار کنترل‌های آلودگی هوا (مانند اسکرابرهای مرطوب)، میزان آلاینده‌های موجود در هوا را کاهش می‌دهد، اما این مکان‌ها خطرات جدی برای سلامت محیط اطراف آن ایجاد می‌کنند. شرکت‌های برق، به ویژه در ایالات متحده، اغلب حوضچه‌ها را بدون لایه آستر ساخته‌اند و بنابراین مواد شیمیایی موجود در خاکستر می‌توانند به آب‌های زیرزمینی و آب‌های سطحی نفوذ کنند.
از دهه ۱۹۹۰، شرکت‌های برق در ایالات متحده، بسیاری از نیروگاه‌های جدید خود را با سیستم‌های انتقال خاکستر خشک طراحی کرده‌اند. خاکستر خشک در محل‌های دفن زباله دفع می‌شود که معمولاً شامل آستر و سیستم‌های نظارت بر آب‌های زیرزمینی است. همچنین خاکستر خشک برای ساخت و ساز جاده، ممکن است به محصولاتی مانند بتن، دوغاب و پرکننده‌های ساختمانی بازیافت شود.

#### جمع‌آوری خاکستر بادی
خاکستر بادی توسط رسوب‌دهنده‌های الکترواستاتیکی یا فیلترهای کیسه‌ای پارچه‌ای (یا گاهی اوقات هر دو) که در خروجی کوره و قبل از فن‌های مکشی قرار دارند، از گاز خروجی از دودکش گرفته شده و خارج می‌شود. خاکستر بادی به صورت دوره‌ای از قیف‌های جمع‌آوری زیر فیلترها یا فیلترهای کیسه‌ای خارج می‌شود. به‌طور کلی، خاکستر بادی با ابزار هوایی (پنوماتیکی) به سیلوهای ذخیره‌سازی منتقل می‌شود و در محل حوضچه‌های خاکستر انبار می‌شود یا توسط کامیون‌ها یا واگن‌های ریلی به محل‌های دفن زباله منتقل می‌شود.

#### جمع‌آوری و دفع خاکستر پایین کوره
تولید جهانی سال 2021 بر حسب منبع (تولید کل 28 پتاوات-ساعت بوده است)
در پایین کوره، یک قیف برای جمع‌آوری خاکستر زیرین وجود دارد. این قیف را پر از آب نگه می‌دارند تا خاکستر و پوسته‌هایی که از کوره به پایین می‌ریزند را خاموش کند. ترتیباتی برای خرد کردن این ضایعات و انتقال آن‌ها همراه با خاکسترهای پایین کوره به حوضچه‌های خاکستر در محل یا به مکان‌های دفن زباله در نظر گرفته شده‌است. از دستگاه‌های استخراج خاکستر برای تخلیه خاکستر از بویلرهای زباله سوز شهری نیز استفاده می‌شود.

### انعطاف‌پذیری
برای تحقق انعطاف‌پذیری، طراحی یک سیاست خوب انرژی، قانون حقوقی انرژی و بازار برق حیاتی هستند. اگرچه از نظر فنی، انعطاف‌پذیری برخی از نیروگاه‌های زغال‌سنگی را می‌توان بهبود بخشید، اما نسبت به بسیاری از نیروگاه‌های گازسوز، کمتر قادر به ارائه تولید قابل برنامه‌ریزی و کنترل هستند. مهم‌ترین قابلیت انعطاف‌پذیری، کمترین باردهی به صورت پیوسته‌است، با این حال ممکن است برخی از گزینه‌های بهبود انعطاف‌پذیری، گران‌تر از انرژی‌های تجدید پذیر با باتری باشد.

## تولید برق زغال سنگ
تا سال ۲۰۲۰ دو سوم از زغال سنگ استخراجی برای تولید برق استفاده می‌شد و در همان سال زغال سنگ با سهم ۳۴٪، بزرگ‌ترین منبع تولید برق بوده‌است و نیمی از تولید برق زغال سنگی نیز در چین بوده‌است.
نزدیک به ۶۰٪ تولید برق کشورهای چین، هند و اندونزی از زغال سنگ انجام می‌شود.
در سال ۲۰۲۰ در سراسر جهان، ۲۰۵۹ گیگاوات نیروگاه زغال سنگی در دست بهره‌برداری بود، ۵۰ گیگاوات جدید هم راه اندازی شد و ۲۵ گیگاوات نیز در دست ساخت و ساز (بیشتر در چین) بود و ۳۸ گیگاوات نیز (بیشتر در ایالات متحده و اتحادیه اروپا) از مدار خارج شد.

## بهره‌وری
چهار نوع اصلی نیروگاه زغال سنگی به ترتیب افزایش بهره‌وری وجود دارد:
زیربحرانی، فوق بحرانی، مافوق بحرانی و تولید همزمان (که گرمای و قدرت ترکیبی یا CHP نیز نامیده می‌شود).
نوع زیربحرانی کمترین کارایی را دارد، اما نوآوری‌های اخیر به نیروگاه‌های قدیمی زیربحرانی امکان داده‌است تا به کارایی نیروگاه‌های فوق بحرانی برسند یا حتی از آن فراتر روند.

## سیکل ترکیبی گازی سازی یکپارچه
سیکل ترکیبی گازی سازی یکپارچه (IGCC)، یک فناوری تولید برق از زغال سنگ است که از یک گازساز فشار بالا برای تبدیل زغال سنگ (یا سایر سوخت‌های مبتنی بر کربن) به گاز سنتز فشار بالا (syngas) استفاده می‌کند. تبدیل زغال سنگ به گاز امکان استفاده از آن در نیروگاه سیکل ترکیبی را فراهم می‌کند که معمولاً بازده بالاتری از نیروگاه زغال سنگی را به دست می‌آورد. فرایند IGCC همچنین می‌تواند برخی از آلاینده‌ها را از گاز سنتز، قبل از چرخه تولید برق حذف کند. با این حال، این فناوری در مقایسه با نیروگاه‌های معمولی با سوخت زغال سنگ پرهزینه است.

## انتشار دی‌اکسید کربن

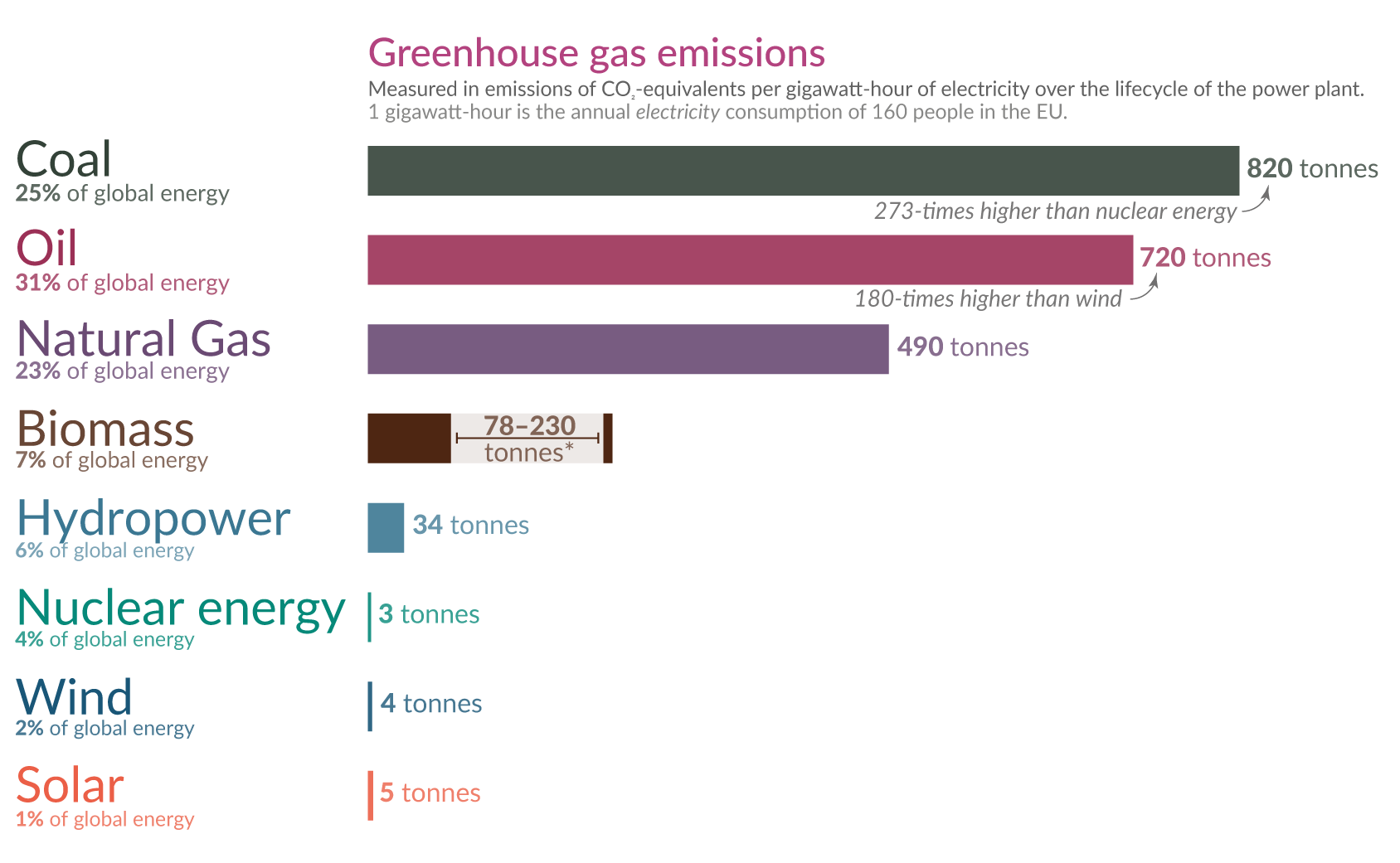
تولید گازهای گلخانه ای بر اساس منبع. زغال سنگ بیشترین تولید گازهای گلخانه ای را دربردارد.

از آنجایی بخش عمده زغال سنگ از کربن است، نیروگاه‌های زغال سنگی دارای ضریب نشر کربن بالایی هستند. نیروگاه‌های زغال‌سنگ به‌طور متوسط در مقایسه با سایر منابع انرژی، گازهای گلخانه‌ای بیشتری را به ازای واحد برق تولیدی برابر، منتشر می‌کنند. در سال ۲۰۱۸، زغال سنگ سوزانده شده برای تولید برق، بیش از ۱۰ گیگاتن دی‌اکسید کربن (CO2
) از مجموع ۳۴ گیگاتن از احتراق سوخت را منتشر کرده‌است (کل انتشار گازهای گلخانه ای برای سال ۲۰۱۸ حدود ۵۵ گیگاتن بود).

### کاهش

#### حذف تدریجی
از سال ۲۰۱۵ تا ۲۰۲۰، اگرچه تولید زغال سنگ به معنای واقعی به سختی کاهش یافت، اما بخشی از سهم بازار آن توسط بادی و خورشیدی گرفته شد. در سال ۲۰۲۰ تنها چین تولید برق زغال سنگ را افزایش داد و در سطح جهانی ۴ درصد کاهش یافت. با این حال، در سال ۲۰۲۱، چین اعلام کرد که تولید زغال سنگ را تا سال ۲۰۲۵ محدود کرده و به مرور زمان آن را متوقف می‌کند.
دبیرکل سازمان ملل متحد گفته‌است که کشورهای سازمان توسعه و همکاری اقتصادی باید تا سال ۲۰۳۰ و بقیه کشورهای جهان تا سال ۲۰۴۰، تولید برق از زغال سنگ را متوقف کنند، در غیر این صورت محدود شدن گرمایش جهانی به اندازه ۱٫۵ درجه سانتیگراد، که هدف توافق پاریس است، بسیار دشوار خواهد بود. حذف تدریجی این نیروگاه‌ها در آسیا می‌تواند یک چالش مالی باشد زیرا این نیروگاه‌ها در آنجا به نسبت نو هستند. در چین سرجمع مزایای بستن یک نیروگاه به موقعیت آن بستگی دارد و بسیار متفاوت است.

#### سوزاندن همزمان آمونیاک
آمونیاک چگالی هیدروژن بالایی دارد و به راحتی قابل کنترل است. می‌توان از آن به عنوان ذخیره سوخت بدون کربن در تولید برق توربین گاز استفاده کرد و به کاهش قابل توجه انتشار دی‌اکسید کربن کمک کرد. در ژوئن ۲۰۲۱ در ژاپن، اولین پروژه آزمایشی بزرگ چهار ساله برای توسعه فناوری برای سوخت همزمان مقدار قابل توجهی آمونیاک با زغال سنگ در یک نیروگاه تجاری بزرگ آغاز شد. با این حال، هیدروژن و آمونیاک کم کربن، برای حمل و نقل پایدار مورد تقاضا است، که برخلاف تولید برق، گزینه‌های پاک دیگر کمی دارد.

#### تبدیل
برخی از نیروگاه‌ها در حال تبدیل گازسوز، زیست توده یا زباله سوز هستند، و تبدیل آزمایشی آن‌ها به ذخیره‌ساز حرارتی در سال ۲۰۲۳ انجام خواهد شد.

#### جذب کربن
در سال ۲۰۲۰ در چین، بازطراحی برخی از نیروگاه‌های زغال سنگی موجود با سامانه‌های جذب و ذخیره کربن در نظر گرفته شد، اما اجرای آن بسیار گران است، و تولید انرژی را کاهش می‌دهد. ضمن این که از نظر فنی برای برخی از نیروگاه‌ها امکان‌پذیر نیست.

## آلایندگی

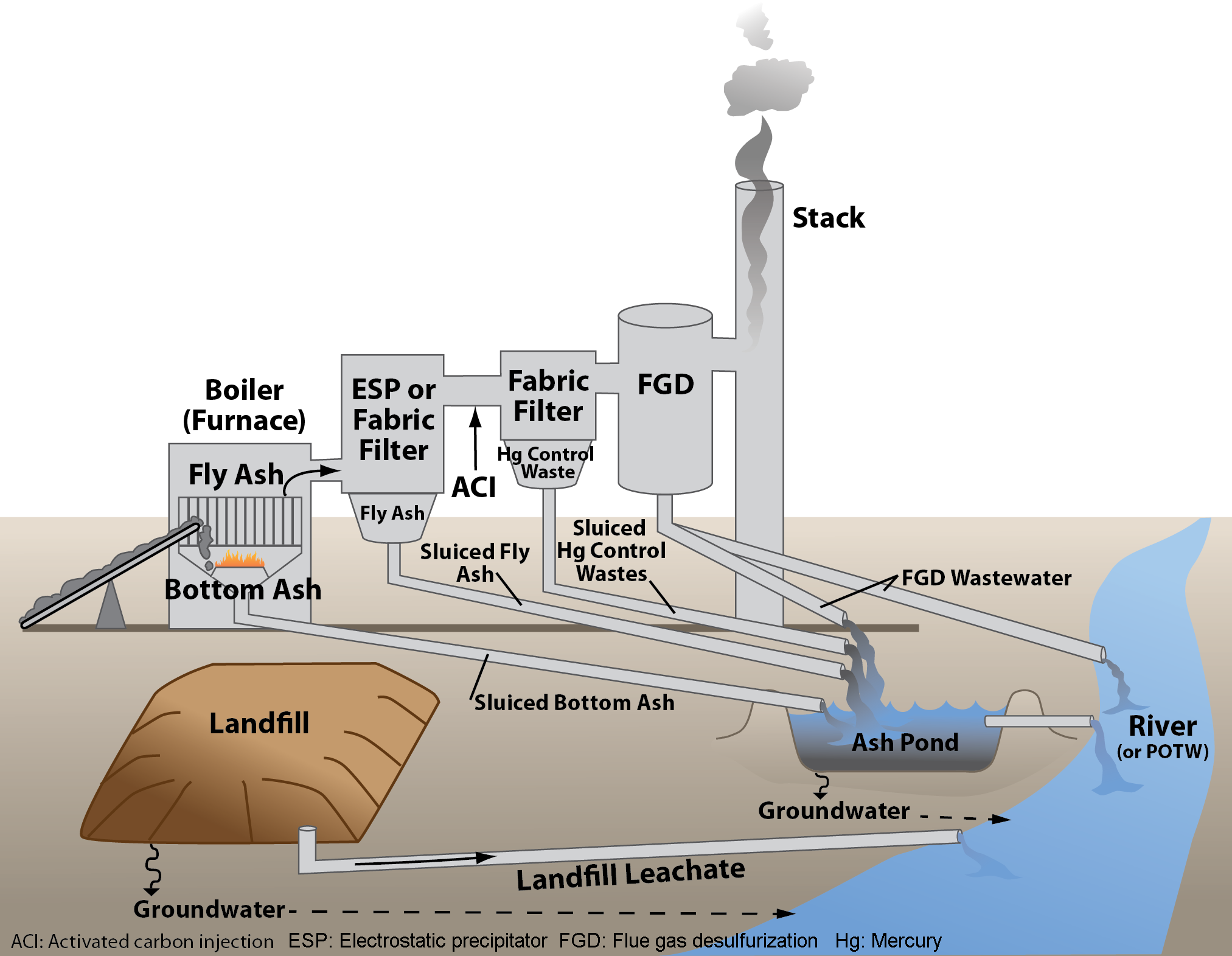
پساب‌های نیروگاه زغال سنگ

نیروگاه‌های زغال‌سوز هر ساله هزاران نفر را با انتشار ذرات، آلاینده‌های میکروسکوپی هوا که وارد ریه‌ها و سایر اندام‌های انسان شده و با ایجاد انواع بیماری‌های نامطلوب از جمله آسم، بیماری قلبی، وزن کم هنگام تولد و سرطان می‌شوند، باعث مرگ می‌شوند. تنها در ایالات متحده، چنین ذرات موسوم به PM2.5 (ذراتی با قطر ۲٫۵ میکرومتر یا کمتر)، باعث افزایش حداقل ۴۶۰۰۰۰ مرگ و میر اضافی در طول دو دهه شده‌است.
در برخی از کشورها، آلودگی تا حدودی با بهترین تکنیک‌های موجود کنترل می‌شود. به عنوان مثال در اتحادیه اروپا دستورالعمل انتشار گازهای گلخانه ای صنعتی تدوین شده‌است. در ایالات متحده، نیروگاه‌های زغال سنگی در سطح ملی توسط چندین مقررات آلودگی هوا، از جمله مقررات استانداردهای سموم جیوه و هوا (MATS), دستورالعمل‌های پساب برای جلوگیری از آلودگی آب، و پسماندهای جامد تحت مقررات قانون حفاظت و بازیابی منابع (RCRA) مدیریت می‌شوند.
نیروگاه‌های زغال‌سنگ همچنان در کشورهایی مانند بالکان غربی، هند، روسیه و آفریقای جنوبی که دارای قوانین ضعیف هستند، آلودگی دارند و باعث بیش از صد هزار مرگ زودرس در هر سال می‌شود.

### آلودگی هوای محلی
بیشتر موارد آسیب به سلامتی ناشی از ذرات معلق، دی‌اکسید گوگرد و اکسید نیتروژن در آسیا رخ می‌دهد و اغلب به دلیل سوزاندن زغال سنگ با کیفیت پایین، مانند زغال سنگ قهوه ای در نیروگاه‌های فاقد تصفیه مدرن گازهای دودکش است.
مرگ و میر زودهنگام ناشی از آلودگی هوا در هر گیگاوات در سال، برابر ۲۰۰ نفر تخمین زده شده‌است، اما ممکن است در اطراف نیروگاه‌هایی که از اسکرابر استفاده نمی‌شود، بیشتر هم باشد یا اگر دور از شهرها باشند، کمتر باشد. شواهد نشان می‌دهد که قرار گرفتن در معرض گوگرد، سولفات‌ها یا ذرات PM2.5 ناشی از انتشار زغال سنگ، ممکن است با عوارض نسبی یا خطر مرگ و میر بالاتری نسبت به ذرات PM2.5 از سایر ترکیبات و منابع مشابه باشد.

### آلودگی آب
آلاینده‌هایی مانند فلزات سنگین که از محل ذخیره‌سازی خاکستر زغال‌سنگ بدون پوشش یا محل‌های دفن زباله وارد آب‌های زیرزمینی می‌شوند، احتمالاً برای دهه‌ها یا قرن‌ها آب را آلوده می‌کنند. تخلیه آلاینده از حوضچه‌های خاکستر به رودخانه‌ها (یا سایر آب‌های سطحی)، معمولاً شامل آرسنیک، سرب، جیوه، سلنیوم، کروم و کادمیوم است.
انتشار جیوه از نیروگاه‌های زغال سنگ می‌تواند به کمک باران به زمین و آب بازگردد و سپس توسط باکتری‌ها به متیل جیوه تبدیل شود. از طریق زیست انباشتگی افزایشی، این جیوه می‌تواند به سطوح خطرناکی در بدن ماهی‌ها برسد. بیش از نیمی از جیوه اتمسفر از نیروگاه‌های زغال سنگ تأمین می‌شود.
نیروگاه‌های زغال سنگی، دی‌اکسید گوگرد و نیتروژن نیز تولید می‌کنند. این انتشار منجر به باران اسیدی می‌شود که می‌تواند شبکه‌های غذایی را تحت تأثیر قرار داده و منجر به فروپاشی جمعیت ماهی‌ها و بی مهرگان شود.

### کاهش آلودگی‌های محلی
پیش‌بینی می‌شود آلودگی محلی در چین تا سال ۲۰۱۸، که بیشتر نیروگاه‌های زغال سنگی را در اختیار دارد، تا سال ۲۰۳۰ با خارج شدن از مدار نیروگاه‌های کوچک و کم کاراتر، کاهش یابد.

## اقتصاد

### یارانه‌ها
نیروگاه‌های زغال‌سنگی، معمولاً به عنوان فناوری تولید بار پایه در کشورها بهره‌برداری می‌شوند، زیرا قابلیت اطمینان بالایی دارند و از طرفی در آن‌ها تغییرات زیاد باردهی، دشوار و گران است. به این ترتیب، آنها در بازارهای انرژی برخط، عملکرد ضعیفی دارند و قادر به پاسخگویی به تغییرات سریع تولید و قیمت فروش نیستند. در ایالات متحده، این امر به ویژه با توجه به ظهور گاز طبیعی ارزان به عنوان سوخت در نیروگاه‌های قابل کنترل که در شبکه نقش بار پایه را دارند، صادق است.
روسیه به دلیل اهمیت درآمدهای صادراتی، جوامع معدنی و الیگارشی‌های صاحب شرکت‌های زغال‌سنگ، یارانه‌های گسترده‌ای را به صنعت زغال‌سنگ خود اختصاص می‌دهد.
در سال ۲۰۲۰، صنعت زغال سنگ ۱۸ میلیارد دلار یارانه دریافت کرده‌است.

### تأمین مالی
منظور از تأمین مالی زغال سنگ، حمایت مالی ارائه شده برای پروژه‌های مرتبط با زغال سنگ است که شامل استخراج زغال سنگ و احداث نیروگاه‌های زغال سنگی می‌شود. نقش آن در شکل‌دادن به چشم‌انداز انرژی جهانی و اثرات زیست‌محیطی و آب و هوایی، آن را به موضوعی نگران کننده تبدیل کرده‌است. ناهماهنگی تأمین مالی زغال سنگ با اهداف بین‌المللی آب و هوایی، به ویژه توافقنامه پاریس، توجه‌ها را به خود جلب کرده‌است.
هدف توافق پاریس محدود کردن گرمایش زمین به زیر ۲ درجه سانتیگراد و در حالت ایده‌آل آن را به ۱٫۵ درجه سانتیگراد است. دستیابی به این اهداف مستلزم کاهش قابل توجه فعالیت‌های مرتبط با زغال سنگ است.
مطالعات صورت گرفته، از جمله با احتساب تأثیرات مالی انتشار زغال سنگ، ناهماهنگی تأمین مالی زغال سنگ را با اهداف آب و هوایی آشکار کرده‌است. کشورهای بزرگی مانند چین، ژاپن و ایالات متحده، حمایت مالی خود را از زیرساخت‌های انرژی زغال سنگ در خارج از کشور گسترش داده‌اند. بزرگ‌ترین حامیان بانک‌های چینی تحت ابتکار کمربند و جاده (BRI) هستند. این حمایت منجر به مخاطرات اقلیمی و مالی بلندمدت قابل توجهی شده و به اهداف کاهش انتشار CO2 تعیین شده توسط توافقنامه پاریس، که چین، ایالات متحده و ژاپن امضاکنندگان آن هستند، آسیب می‌رساند. پیش‌بینی می‌شود که بخش قابل توجهی از انتشار دی اکسیر کربن پس از سال ۲۰۱۹ رخ دهد.
تأمین مالی زغال سنگ، چالش‌هایی را برای کربن زدایی در بخش تولید برق جهانی ایجاد می‌کند. با رقابتی شدن فناوری‌های انرژی‌های تجدیدپذیر، توان اقتصادی پروژه‌های زغال‌سنگی کاهش می‌یابد و جذابیت سرمایه‌گذاری‌های قبلی در سوخت‌های فسیلی را کمتر می‌کند. برای پرداختن به این نگرانی‌ها و همسویی با اهداف آب و هوایی، تقاضای فزاینده‌ای برای سیاست‌های سخت‌گیرانه‌تر در مورد تأمین مالی زغال سنگ وجود دارد. برخی کشورها، از جمله ژاپن و ایالات متحده، به دلیل اجازه تأمین مالی برخی پروژه‌های زغال سنگ با انتقاد مواجه شده‌اند. تقویت سیاست‌ها، به‌طور بالقوه با ممنوعیت کامل تأمین مالی عمومی پروژه‌های زغال‌سنگ، تلاش‌ها و اعتبار آن‌ها را افزایش می‌دهد. علاوه بر این، افزایش شفافیت در افشای جزئیات تأمین مالی برای ارزیابی اثرات زیست‌محیطی آن‌ها بسیار مهم است.

### ضریب ظرفیت
در هند ضریب ظرفیت زیر ۶۰ درصد است. در سال ۲۰۲۰ نیروگاه‌های زغال سنگ در ایالات متحده دارای ضریب ظرفیت کلی ۴۰٪ بودند؛ یعنی با کمی کمتر از نیمی از ظرفیت پلاک نامی تجمعی خود کار می‌کردند.

### دارایی‌های سرگردان
اگر گرمایش زمین همان‌طور که در توافقنامه پاریس مشخص شده‌است به زیر ۲ درجه سانتی گراد محدود شود، دارایی‌های سرگردان نیروگاه‌های زغال سنگی تا سال ۲۰۵۰، بیش از ۵۰۰ میلیارد دلار پیش‌بینی می‌شود که بیشتر آن در چین است. در سال ۲۰۲۰، اندیشکده ردیاب کربن تخمین زد که ۳۹٪ از نیروگاه‌های زغال سنگ در حال حاضر گران‌تر از انرژی‌های تجدید پذیر و ذخیره‌سازی جدید هستند و نسبت تا سال ۲۰۲۵، ۷۳٪ خواهد بود. از سال ۲۰۲۰ حدود نیمی از شرکت‌های برق زغال سنگ چین، در حال ضرردهی هستند و نیروگاه‌های قدیمی و کوچک «امیدی به سود ندارند». از سال ۲۰۲۱، هند دارایی‌های بالقوه سرگردان را با یارانه دادن به آنها حفظ می‌کند.

## سیاست

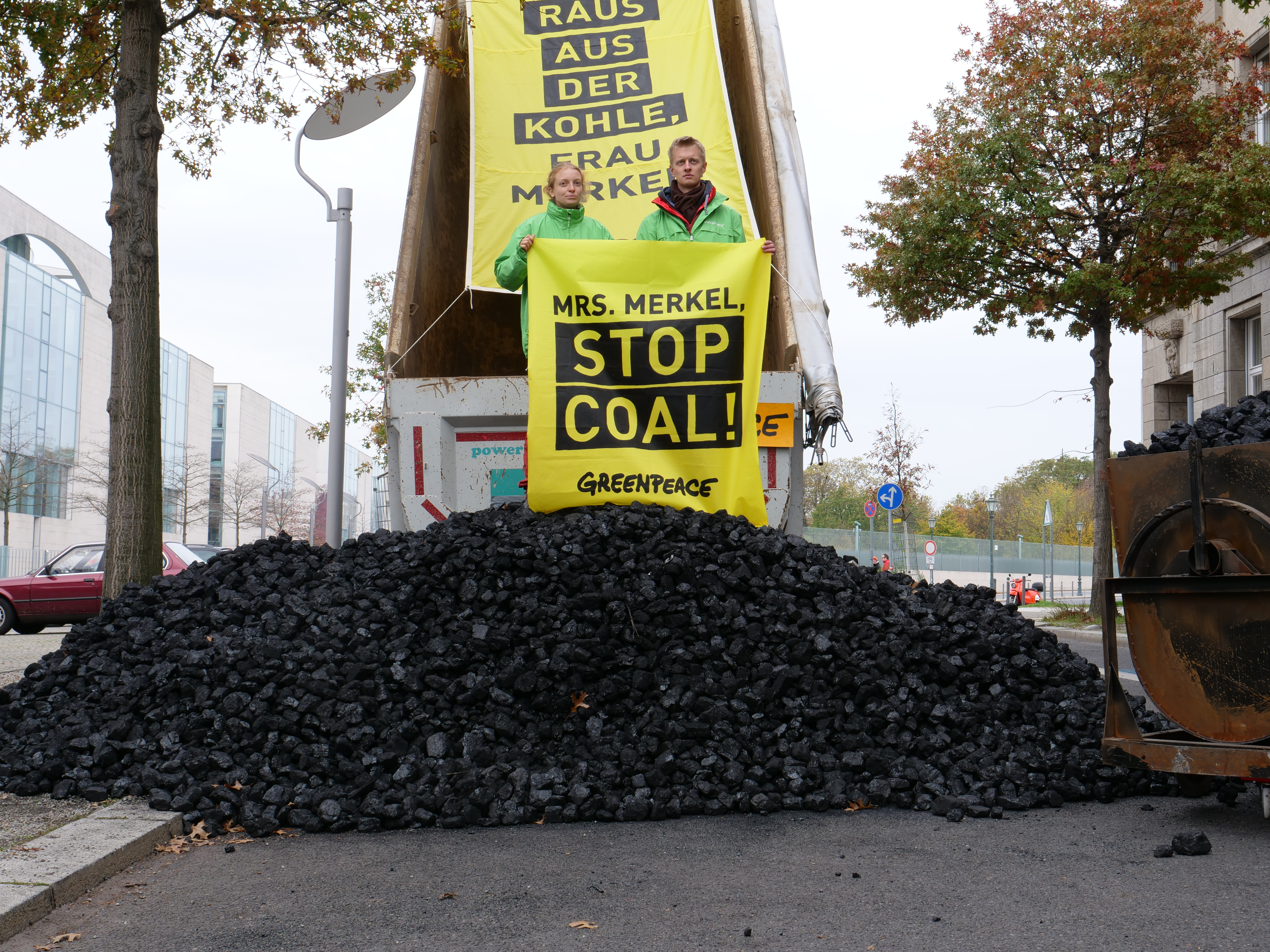
اعتراض صلح سبز به زغال سنگ در مقابل ساختمان صدراعظم آلمان

در ماه مه ۲۰۲۱، گروه کشورهای G7 متعهد شد که در طول همان سال، به حمایت از نیروگاه‌های زغال سنگ پایان دهد.
سیاست انرژی چین در مورد زغال سنگ مهم‌ترین عامل در مورد آینده نیروگاه‌های زغال سنگ است زیرا این کشور تعداد زیادی از این نیروگاه دارد. بر اساس یک تحلیل، مقامات محلی در اواسط دهه ۲۰۱۰ بیش از حد بر روی انرژی زغال سنگ سرمایه‌گذاری کردند، زیرا دولت مرکزی ساعات کار را تضمین می‌کرد و قیمت عمده فروشی برق را بالا می‌برد.
در کشورهای دارای دموکراسی‌ها، سرمایه‌گذاری انرژی زغال سنگ از منحنی کوزنتس زیست‌محیطی پیروی می‌کند. سیاست انرژی هند در مورد زغال سنگ یک موضوع اصلی در سیاست هند است.

### اعتراضات
در قرن بیست و یکم، مردم به استخراج معادن روباز اعتراض کرده‌اند، به عنوان مثال در جنگل هامباخ، جنگل آکبلن و افوس-ی-فران و در ساختگاه نیروگاه‌های جدید پیشنهادی مانند کنیا و چین.